# Attentat du 1er juin 2015 à Samarra
L’attentat du 1er juin 2015 à Samarra est un attentat-suicide perpétré à l’ouest de Samarra, en Irak. L’attentat vise une base de la police et fait 37 morts, principalement des policiers, et 33 blessés. La zone touchée est située dans le périmètre de l’opération en cours des forces gouvernementales irakiennes pour couper les voies de ravitaillement à l’État islamique dans la province d’Al-Anbar, à l’ouest du pays.

## Contexte
Après un an et quatre mois de combat, la ville de Ramadi est prise par l'État islamique et ses alliés des Révolutionnaires tribaux en mai 2015. La province d'Al-Anbar est alors presque entièrement aux mains des djihadistes. 
Ramadi est un verrou sur l'Euphrate ; la reconquête de la ville devient donc une priorité pour le gouvernement irakien et dès la fin du mois de mai, l'armée irakienne lance des opérations sur les localités des alentours pour couper les voies d'approvisionnement de l'État islamique. Ce dernier lance des opérations suicides à l'aide de véhicules piégés dont le mode opératoire est de rouler vers leur cible avant de déclencher l'explosion. Plusieurs attaques de ce genre avaient d'ailleurs été déjouées dans les derniers jours du mois de mai.

## Déroulement
Le lundi 1er juin 2015, un véhicule blindé, présenté ensuite par des sources de sécurité comme un char, fonce vers une base de la police nationale située entre Samarra et le lac Tharthar. Il se fait exploser en atteignant l'édifice.

## Bilan
L'explosion fait 37 morts et 33 blessés, conduits à l'hôpital de Samarra.